# Samuel Joseph Agnon
Shmuel Yosef Agnon (hébreu : שמואל יוסף עגנון), né Samuel Joseph Czaczkes, connu aussi sous l'acronyme Shai Agnon (ש"י עגנון), le 8 août 1887 en Galicie et mort le 17 février 1970 à Jérusalem, est le premier écrivain de langue hébraïque à avoir remporté le prix Nobel de littérature en 1966, qu'il partage avec la poétesse Nelly Sachs.
Ses ouvrages, écrits dans un style original tantôt gai, tantôt grave, dépeignent la vie des juifs ashkenazes en Europe centrale au début du XXe siècle. Ils évoquent par ailleurs leur déclin juste avant la Première Guerre mondiale. Agnon traite également de la situation des pionniers de l'arrivée en Palestine et de la perte progressive, par ces derniers, du sens de leur quête spirituelle.

## Biographie
Samuel Agnon est né à Buczacz en Galicie, province de l'Empire autrichien, dont la partie orientale est actuellement en Ukraine. Il est  le fils aîné d'Esther Farb et de Shalom Mordechaï Checheks, lequel est ordonné rabbin et engagé dans le commerce des fourrures. Après lui naissent un frère et trois sœurs.
Il reçoit une éducation religieuse juive commencée à 3 ans au Talmud Torah. À l'âge de 8 ans, il apprend à lire en hébreu et en yiddish. C'est ensuite son père qui se charge, à la maison, de son instruction, et l'initie également à l'esprit de la poésie. Il lit nombre de romans classiques.
En 1903, à l'âge de 15 ans, il publie son premier ouvrage - un poème en yiddish sur le kabbaliste (he)Joseph della Reina. L'année suivante, il publie son premier poème en hébreu, Gibor Katan, dans l'hebdomadaire hébreu  « HaMitzpe » qui paraît à Cracovie, qu'il signe « SY Chachkis ». Il continue ensuite à publier des nouvelles, ainsi que des poèmes en hébreu et en yiddish dans les journaux de Galicie.
En 1906, il est rédacteur adjoint pour l'éditorial de l'hebdomadaire yiddish « Der Yudishe Weker », publié à Stanislawow et Buczacz entre 1905 et 1907. Agnon a même publié certaines de ses œuvres de jeunesse, en poésie et en prose, dans cet hebdomadaire. En février 1907, Agnon déménage à Lvov, après avoir été invité à devenir rédacteur en chef adjoint du journal « Ha - Tad » . Environ un mois et demi plus tard, en raison de difficultés financières, le journal ferme ses portes.
Alors que son parent, le professeur (he) David Zvi Miller, lui propose de rester à Vienne où il est de passage, et d'étudier à l'université, Agnon s'en tient à sa décision d'émigrer en Palestine. Il s'y rend en 1908, époque de la seconde Aliyah. Il signe là son premier article du nom de « Agnon », qui devient son pseudonyme littéraire, puis son surnom officiel dès 1924.
En octobre 1912, à l'âge de 24 ans, il embarque à Jaffa avec Arthur Ruppin pour s'installer à Berlin. Il restera 12 ans en Allemagne, période pendant laquelle il ne cessera pas de publier. Dans un premier temps il donne des cours d'hébreu pour pouvoir subvenir à ses besoins puis, sur recommandation de Martin Buber, il occupe un emploi dans la maison d'édition Jüdischer Verlag. À la fin de l'année 1915, Martin Buber lui fait rencontrer l'homme d'affaires et éditeur (en) Salman Schocken, dont il obtiendra un soutien financier.
En 1916, il reçoit son ordre de mobilisation. Il se fait dispenser pour raisons de santé, mais doit rester cinq mois en convalescence au (de) Jüdisches Krankenhaus Berlin (Hôpital Juif de Berlin).

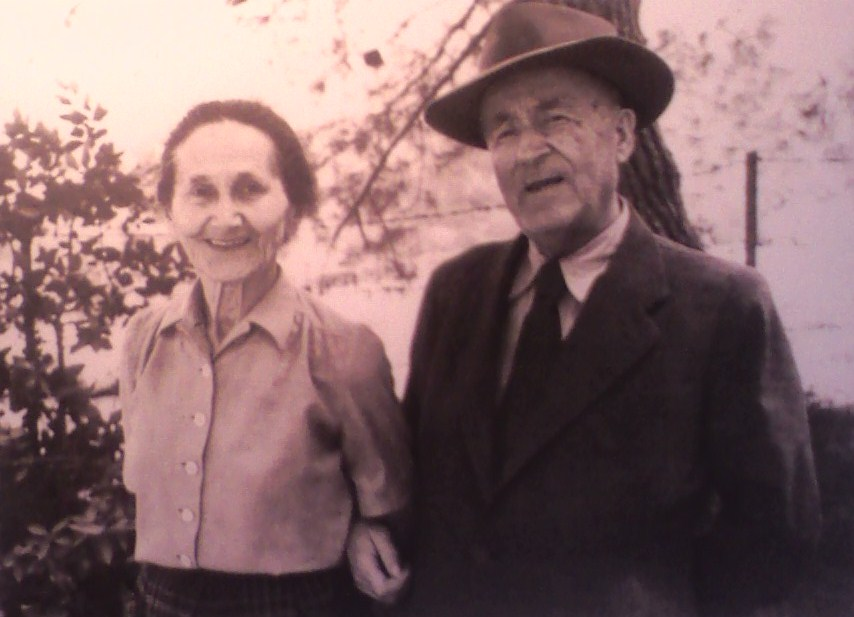
Agnon et son épouse Esther, près de leur maison à Talpiot, 1966

En 1919, son éditeur Schocken l'envoie à Munich. Il y rencontre Esther Marx (1889-1973), fille du banquier Georges Marx, venue étudier à l'Académie des Beaux-Arts  Il épouse Esther en mai 1920, malgré l'opposition du père de celle-ci, qui voyait en Agnon un Juif de l'Est (Ostjude) qui vivait de sa plume. En 1921, après la naissance de leur fille aînée, le couple part s'installer à Bad Hombourg (ville thermale de Hesse), où des Juifs s'étaient installés depuis le XVIIe siècle. Un an plus tard, le couple donne naissance à un fils.
En 1924, Agnon perd tous ses manuscrits et sa très riche collection de livres dans un incendie qui s'est déclaré dans son appartement. Sa femme et ses deux enfants échappent de peu à une tragédie. Finalement, le couple décide de quitter l'Allemagne et de partir s'établir en Palestine, alors sous mandat britannique.
En 1931, il publie La Dot des fiancées (Hakhnasat Kallah), roman important de l'histoire de la littérature juive moderne, qui établit sa notoriété, celle-ci se confirmant grâce à la parution d'Une histoire toute simple (Sippur Pashut), paru en 1953, et surtout de Le Chien Balak (Temol Shilshom), paru en 1945.
En septembre 1959, la municipalité de Jérusalem ferme à la circulation, dans la soirée, la rue proche de la résidence d'Agnon, l'écrivain ayant porté plainte : le bruit interférerait avec sa concentration lorsqu'il écrivait.

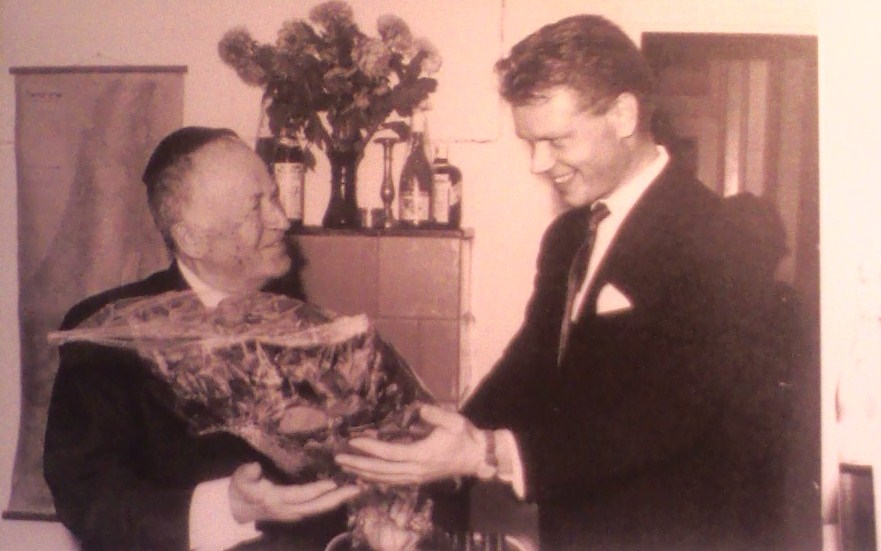
Carl Lindol, mandataire suédois en Israël, annonce à Agnon la décision de l'Académie suédoise de lui décerner le prix Nobel de littérature, 20 octobre 1966

Samuel Agnon, très impliqué pour la cause végétarienne, soulève le thème dans plusieurs de ses récits.
Il remporte par deux fois le Prix Bialik (1934 et 1950), ainsi que le Prix Israel (1954 et 1958). En 1966, il devient le premier lauréat israélien du Prix Nobel de littérature, qu'il partage avec Nelly Sachs.
En 1967, Agnon part en tournée aux États-Unis mais avec le déclenchement de la Guerre des Six Jours, décide d'interrompre sa tournée et de retourner en Israël. Il déclare aux journalistes : « C'est ma maison, c'est mon pays. Je veux être avec mon peuple. Je reviendrais même sachant que toutes les armes du monde m'accueilleraient ».
En 1969, Agnon subit un accident vasculaire cérébral qui le laissé paralysé et altère gravement son élocution. Il est transféré au centre médical Herzfeld à Gedera, où sa femme est également hospitalisée.
Agnon meurt au centre médical Kaplan à Rehovot, le 17 février 1970, et est enterré à sa demande au cimetière du mont des Oliviers.

### Postérité

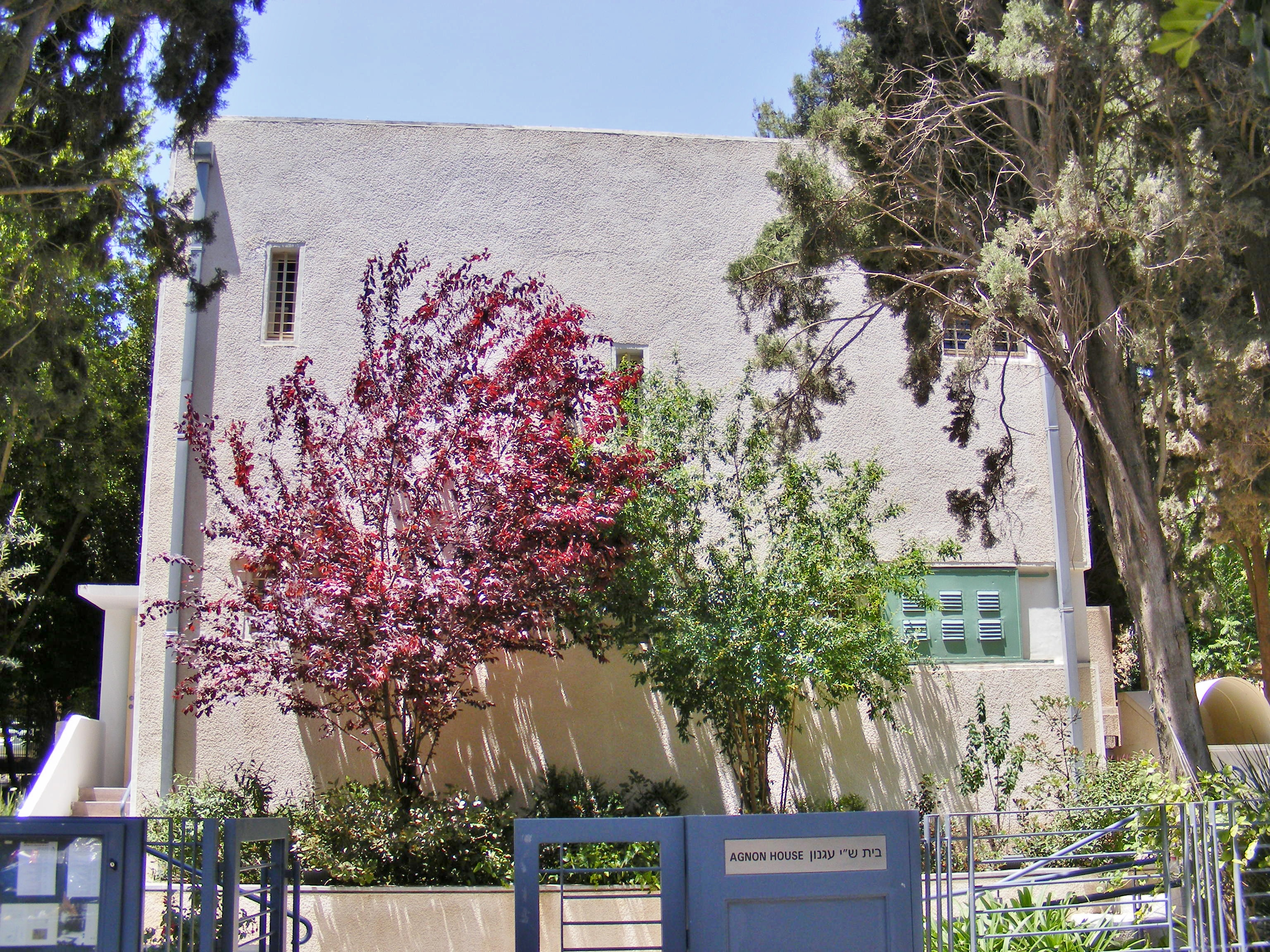
Maison Shai Agnon à Talpiot, Jérusalem.

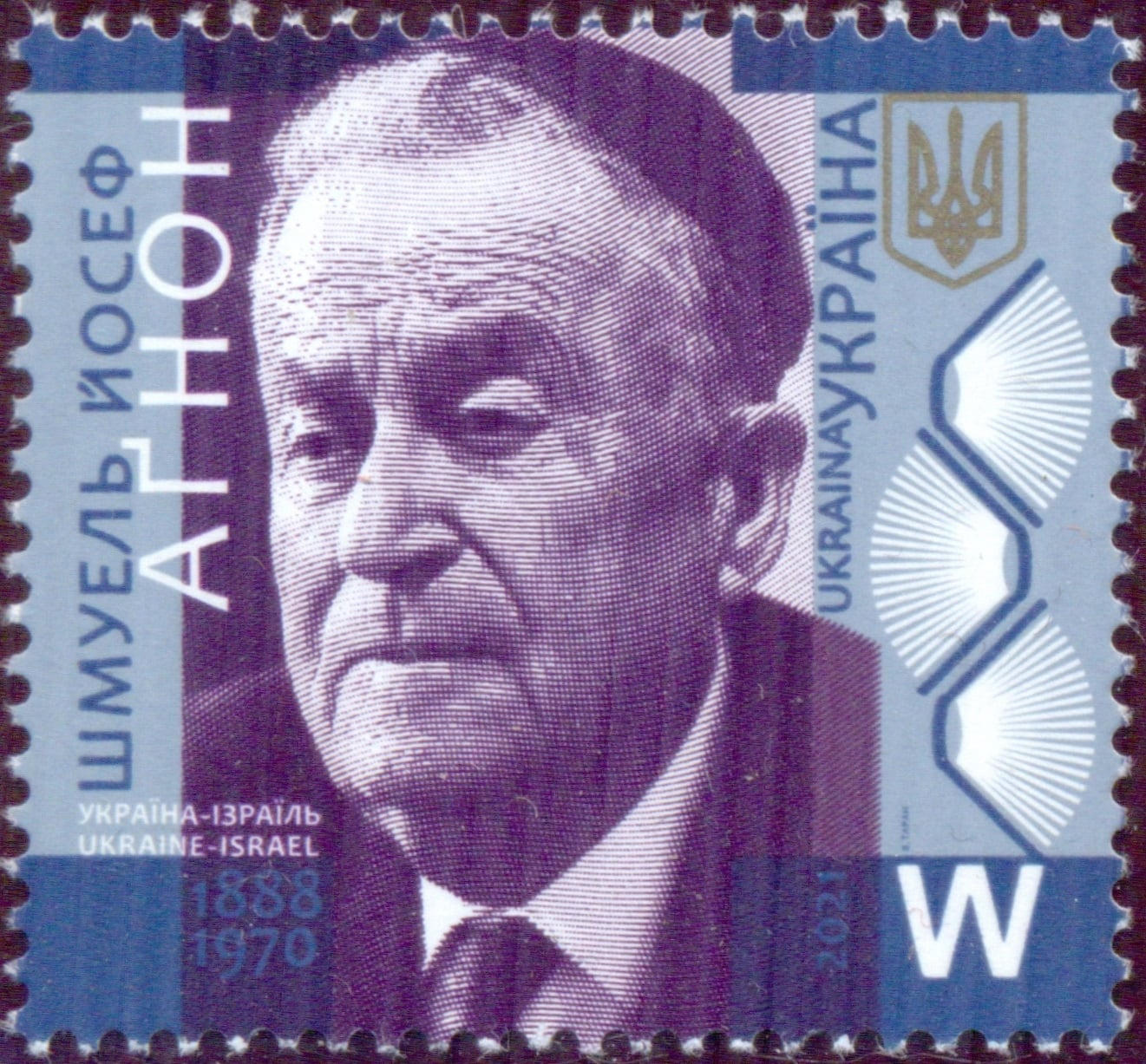
En 2022 un timbre ukrainien.

Sa fille, Emuna Yaron, continue à publier son travail à titre posthume. Les archives d'Agnon sont transférées par la famille à la Bibliothèque nationale d'Israël à Jérusalem.
Sa maison à Talpiot, construite en 1931 dans le style Bauhaus, est transformée en musée, Beit Agnon. La rue principale du quartier Givat Oranim de Jérusalem s'appelle Sderot Shai Agnon ; la synagogue de Talpiot, à quelques pâtés de maisons de chez lui, porte son nom. Agnon est également commémoré à Buchach, maintenant en Ukraine, sa ville de naissance. Il y a une vaste exposition (par rapport à la taille du musée) au Musée historique de Buchach, et, à quelques mètres de là, un buste d'Agnon est érigé sur un piédestal, sur une place faisant face à la maison où il avait vécu. La maison elle-même est préservée, marquée comme la maison où Agnon a vécu de la naissance jusqu'à l'âge d'environ 19 ans ; la rue qui passe devant la maison s'appelle la Rue Agnon (en ukrainien).
L'agnothérapie est une méthode développée en Israël pour aider les personnes âgées à exprimer leurs sentiments.

## Œuvres
- Sippurei Ma'asiyyot (1921), recueil de nouvelles
- Be-Sod Yesharim (1921), recueil de nouvelles
- Al Kappot ha-Manul (1922), recueil de nouvelles
- Bidmi yameha (1923), roman court Publié en français sous le titre À la fleur de l'âge, traduit par Laurent Schuman, Paris, Gallimard, coll. « Du monde entier », 2003  (ISBN 2-07-076196-7)
- Ôreah natah lalûn (1930) Publié en français sous le titre L'Hôte de passage, traduit par Ruth M. Leblanc et André C. Zaoui, Paris, Albin Michel, coll. « Les grandes traductions », 1973 (BNF 35210663)
- Hakhnasat Kallah (1931), seconde version augmentée en 1937 Publié en français sous le titre La Dot des fiancées, traduit par Michel Landau et Charles Leben, Paris, Les Belles Lettres, coll. « L'arbre de Judée », 2003  (ISBN 2-251-78011-4)
- Sefer ha-Ma'asim (1932), recueil de nouvelles
- Pat Shelemah (1933)
- Bilbab yamiym (1935) Publié en français sous le titre Au cœur des mers, traduit par Emmanuel Moses, Paris, Gallimard, coll. « Du monde entier », 2008  (ISBN 978-2-07-077166-0)
- Sippur Pashut (1935) Publié en français sous le titre Une histoire toute simple, traduit par Marthe-Ruth Leblanc, Paris, Albin Michel, coll. « Les grandes traductions », 1980  (ISBN 2-226-00899-3) ; réédition, Paris, 10/18, coll. « Domaine étranger » no 3017, 1998  (ISBN 2-264-02143-8)
- Be-Shuvah va-Naḥat (1935)
- Yamim Noraim (1938), recueil d'essais
- Sefer, Sofer ve-Sippur (1938), recueil de critiques littéraires dont une version augmentée paraît en 1978
- Ore'aḥ Natah Lalun (1939), recueil de nouvelles
- Elu va-Elu (1941), recueil de nouvelles
- Shevu'ath Emunim (1943), roman court
- Temol Shilshom (1945) Publié en français sous le titre Le Chien Balak (1945), traduit par Ruth M. Leblanc et André C. Zaoui, Paris, Albin Michel, coll. « Les grandes traductions », 1971 (BNF 35210675)
- Thiylah (1950), conte Publié en français sous le titre Téhila, traduit par Emmanuel Moses, Paris, Gallimard, coll. « Du monde entier », 2014  (ISBN 978-2-07-013655-1)
- Edo ve-Enam (1950), roman court
- Samukh ve-Nireh (1951), recueil de nouvelles
- Ad Hennah (1952), recueil de nouvelles
- Ad 'olam (1954)
- Attem Re'item (1959), essais sur la religion juive dont une version augmentée paraît en 1994
- Sifreihem shel Ẓaddikim (1961), recueil de nouvelles
- Shirah (1971)
- Ir u-Melo'ah (1973), recueil de nouvelles
- Ba-Ḥanuto shel Mar Lublin (1974)
- Lifnim min ha-Ḥomah (1975), recueil de nouvelles
- Me-Aẓmi el Azmi (1976), recueil d'articles et d'essais
- Korot Bateinu (1979), recueil de deux nouvelles
- Takhrikh shel Sippurim (1984), recueil de nouvelles
- Sippurei ha-Besht (1987), recueil de divers textes
- S.Y. Agnon – S.Z. Schocken, Ḥillufei Iggerot 1916–1959 (1991), correspondance
- Mi-Sod Ḥakhamim (2002), correspondance
- Les Contes de Jérusalem, traduction par Rachel et Guy Casaril de nouvelles extraites de divers recueils, Paris, Albin Michel, coll. « Présences du judaïsme », 1959 (BNF 32899071)
- Vingt-et-une nouvelles, traduction par Marthe-Ruth Leblanc de nouvelles extraites de divers recueils, Paris, Albin Michel, coll. « Les grandes traductions », 1977  (ISBN 2-226-00440-8)